# Phloeopora corticalis
Phloeopora corticalis är en skalbaggsart som först beskrevs av Johann Ludwig Christian Gravenhorst 1802.  Phloeopora corticalis ingår i släktet Phloeopora, och familjen kortvingar. Arten är reproducerande i Sverige.